# Zbigniew Namysłowski

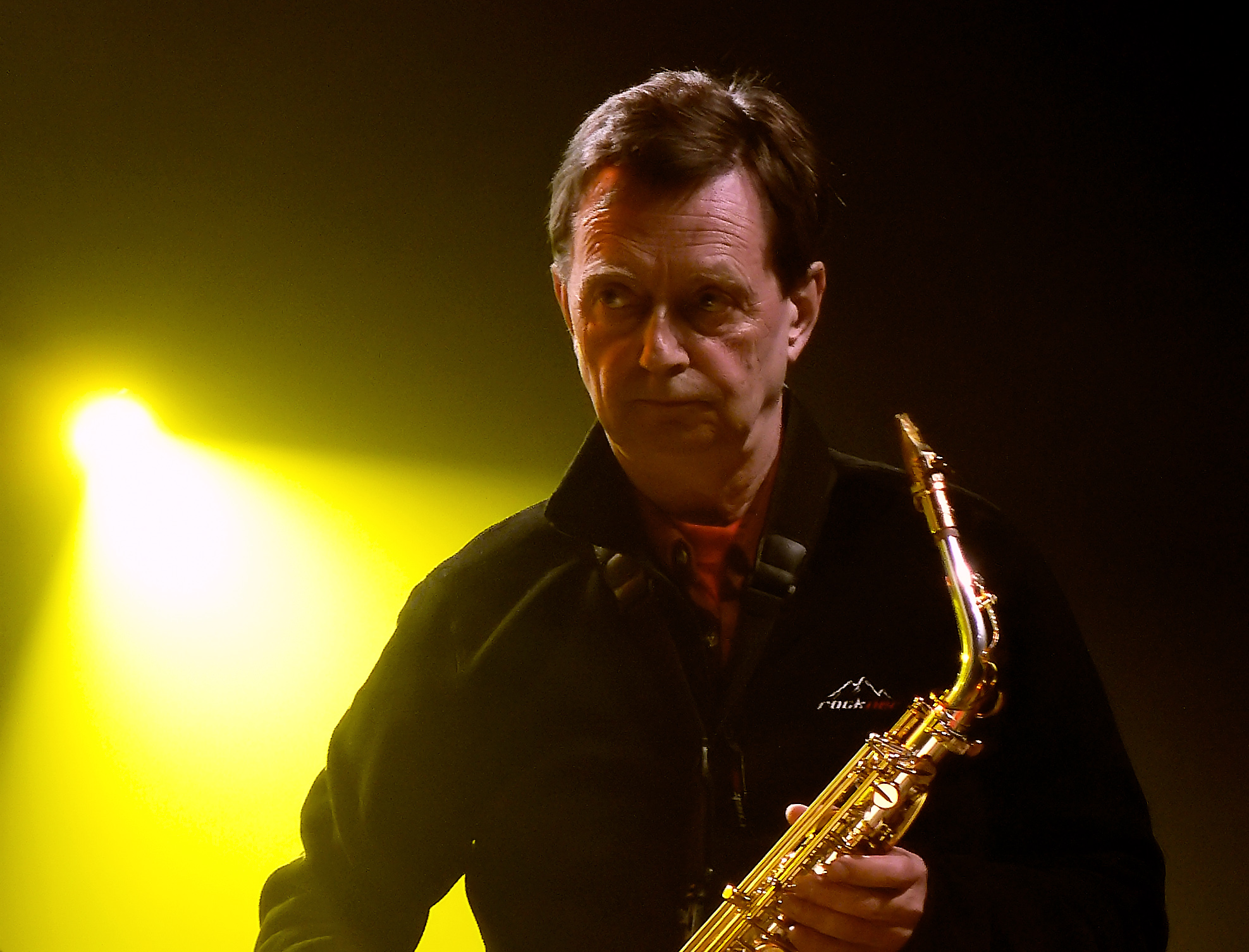
Zbigniew Namysłowski in 2007

Zbigniew Jacek Namysłowski (Warschau, 9 september 1939 – 7 februari 2022) was een Poolse jazz-saxofonist (altsaxofoon), fluitist, trombonist, cellist, bandleider en componist. Hij is een van de meest bekende Poolse musici in de hedendaagse jazz. Zijn album "Lola" (1964) was het eerste Poolse jazzalbum, dat ook in het buitenland uitkwam.

## Biografie
Namysłowski speelde als kind piano en cello en studeerde muziektheorie aan het conservatorium in Warschau. Hij speelde trombone in de dixieland-band van Mieczysław Wadecki (1956) en andere traditionele jazzgroepen. In 1960 stapte hij over op de altsaxofoon en was hij vervolgens actief in de hardbop-groep The Jazz Wreckers van Andrzej Trzaskowski. Rond 1963 begon hij een eigen band (met daarin onder meer Michał Urbaniak), waarmee hij in Europa toerde. Met deze groep speelde hij free jazz. Midden jaren zestig werkte hij in de groep van Krzysztof Komeda. Verder was Manysłowski actief als muzikant en componist bij het Poolse radio-orkest.
In de loop van de jaren zeventig ging hij in zijn jazzmuziek meer de richting van de fusion op. Met zijn band Air Condition experimenteerde hij met reggae en popmuziek. Eind jaren tachtig ging hij weer meer hardbop spelen.

## Discografie (selectie)
- Jazz Jamborie, 1963
- Lola, 1964
- Live at Kosmos, Berlin with Joachim Kühn, ITM Archives, 1965
- Winobranie, Muza, 1973
- Kujawiak Goes Funky, Muza, 1975
- Jasmin Lady, 1978
- Follow Your Kite, Muza, 1980
- Air Condition, Inner City, PDR, 1981
- Open, 1987
- Without a Talk, 1991
- Last Concert, Polonia, 1992
- Secretly & Confidentially, 1993
- Cy to blues cy nie blues Polonia, 1997
- Dances, Polonia, 1997
- 3 Nights, 1998
- Mozart Goes Jazz (met Camerata Quartett), 1998
- Mozart in Jazz, 1999
- Jazz & Folk, 1999
- Go! (met Remy Filipovitch), 2003
- Standards, 2003
- Assymetry, 2006
- Nice and Easy, 2009
- Follow, Anex, 2010
- Geomusic III (met Michael J. Smith, Anex, 2011